# Grecja na Zimowych Igrzyskach Olimpijskich 1992
Grecję na Zimowych Igrzyskach Olimpijskich 1992 reprezentowało ośmioro zawodników – siedmiu mężczyzn i jedna kobieta, którzy wystartowali w trzech konkurencjach.
Był to dwunasty start Grecji na zimowych igrzyskach olimpijskich.

## Biathlon

### Mężczyźni
| Zawodnik            | Konkurencja                | Czas      | Ilość pudeł | Pozycja | Źródło |
| ------------------- | -------------------------- | --------- | ----------- | ------- | ------ |
| Athanasios Tsakiris | Sprint na 10 km            | 30:39.3   | 3 (1+2)     | 79.     | [ 1 ]  |
| Athanasios Tsakiris | Bieg indywidualny na 20 km | 1:02:37.2 | 2           | 42.     | [ 2 ]  |
| Nikos Anastasiadis  | Bieg indywidualny na 20 km | 1:25:45.5 | 7           | 92.     | [ 2 ]  |

## Biegi narciarskie

### Biegi na dystansach

#### Mężczyźni
| Zawodnik           | Konkurencja   | Czas      | Pozycja | Źródło |
| ------------------ | ------------- | --------- | ------- | ------ |
| Joanis Mitrulas    | Bieg na 10 km | 35:25.4   | 84.     | [ 3 ]  |
| Timoleon Tsurekas  | Bieg na 10 km | 36:26.9   | 91.     | [ 3 ]  |
| Dimitrios Tsurekas | Bieg na 10 km | 37:15.6   | 98.     | [ 3 ]  |
| Nikos Anastasiadis | Bieg na 10 km | 37:26.5   | 99.     | [ 3 ]  |
| Joanis Mitrulas    | Bieg na 30 km | 1:42:50.5 | 74.     | [ 4 ]  |
| Dimitrios Tsurekas | Bieg na 30 km | 1:43:41.9 | 76.     | [ 4 ]  |
| Nikos Anastasiadis | Bieg na 30 km | DNF       | DNF     | [ 4 ]  |

### Biegi pościgowe

#### Mężczyźni
| Zawodnik           | Konkurencja             | Strata na początku | Czas    | Pozycja | Źródło |
| ------------------ | ----------------------- | ------------------ | ------- | ------- | ------ |
| Nikos Anastasiadis | Bieg pościgowy na 15 km | +9:50              | 54:36.2 | 82.     | [ 5 ]  |
| Timoleon Tsurekas  | Bieg pościgowy na 15 km | +8:50              | 56:04.6 | 88.     | [ 5 ]  |
| Dimitrios Tsurekas | Bieg pościgowy na 15 km | +9:39              | 58:23.9 | 91.     | [ 5 ]  |

### Sztafety

#### Mężczyźni
| Zawodnik                                                                 | Konkurencja | Czas      | Pozycja | Źródło |
| ------------------------------------------------------------------------ | ----------- | --------- | ------- | ------ |
| Dimitrios Tsurekas Timoleon Tsurekas Nikos Anastasiadis Tanasis Tsakiris | 4x10 km     | 2:05:46.4 | 16.     | [ 6 ]  |

## Narciarstwo alpejskie
Kobiety
| Zawodnik     | Konkurencja   | 1. przejazd | 1. przejazd | 2. przejazd | 2. przejazd | Czas końcowy     | Pozycja          | Źródło |
| Zawodnik     | Konkurencja   | Czas        | Pozycja     | Czas        | Pozycja     | Czas końcowy     | Pozycja          | Źródło |
| ------------ | ------------- | ----------- | ----------- | ----------- | ----------- | ---------------- | ---------------- | ------ |
| Tomai Lefusi | Supergigant   | 1:37.61     | 42.         | Nie dotyczy | Nie dotyczy | 1:37.61          | 42.              | [ 7 ]  |
| Tomai Lefusi | Slalom gigant | DNF         | DNF         | NQ          | NQ          | Nieklasyfikowany | Nieklasyfikowany | [ 8 ]  |
| Tomai Lefusi | Slalom        | 57.16       | 37.         | DNF         | DNF         | Nieklasyfikowany | Nieklasyfikowany | [ 9 ]  |

Mężczyźni
| Zawodnik        | Konkurencja   | 1. przejazd | 1. przejazd | 2. przejazd | 2. przejazd | Czas końcowy     | Pozycja          | Źródło |
| Zawodnik        | Konkurencja   | Czas        | Pozycja     | Czas        | Pozycja     | Czas końcowy     | Pozycja          | Źródło |
| --------------- | ------------- | ----------- | ----------- | ----------- | ----------- | ---------------- | ---------------- | ------ |
| Tomas Lefusis   | Supergigant   | 1:25.01     | 71.         | Nie dotyczy | Nie dotyczy | 1:25.01          | 71.              | [ 10 ] |
| Joanis Kapraras | Supergigant   | 1:26.47     | 73.         | Nie dotyczy | Nie dotyczy | 1:26.47          | 73.              | [ 10 ] |
| Joanis Kapraras | Slalom gigant | DNF         | DNF         | NQ          | NQ          | Nieklasyfikowany | Nieklasyfikowany | [ 11 ] |
| Tomas Lefusis   | Slalom        | DNF         | DNF         | NQ          | NQ          | Nieklasyfikowany | Nieklasyfikowany | [ 12 ] |
| Joanis Kapraras | Slalom        | DNF         | DNF         | NQ          | NQ          | Nieklasyfikowany | Nieklasyfikowany | [ 12 ] |